# Spiral Jetty

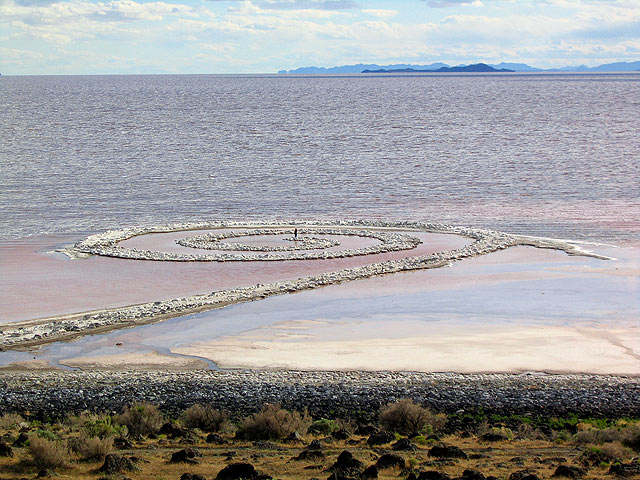
Spiral Jetty

Spiral Jetty är ett jordkonstverk av Robert Smithson i Stora saltsjön i Utah i USA.
Spiral Jetty byggdes av huvudsakligen basaltblock under sex dagar år 1970 på Stora saltsjöns nordöstra strand nära Rozel Point i Utah. Den bildar en 460 meter lång och 4,6 meter bred moturs spiral som sträcker sig ut från strandkanten och syns bara när sjöns vattennivå sjunker under en viss nivå.
När Spiral Jetty anlades var sjöns vattennivå exceptionellt låg efter en periods torka, men efter några år återgick nivån till normalnivå och lade spiralen under vatten under de kommande tre decennierna. År 2002 syntes den åter under ett års tid över vattennivån efter en ny torrperiod. Sedan dess har konstverket omväxlande synts och varit dränkt.
Konstverket ägs numera av staten Utah.